# Phygadeuon
Phygadeuon is een geslacht van insecten uit de orde vliesvleugeligen (Hymenoptera) en de familie Ichneumonidae.

## Soorten
- P. aciculatus

Phygadeuon aciculatus (Provancher) Provancher, 1882
Phygadeuon aciculatus (Ratzeburg) Ratzeburg, 1852
- P. acutipennis Thomson, 1884
- P. akaashii Uchida, 1930
- P. alaskensis (Ashmead, 1902)
- P. albirictus Cresson, 1879
- P. alpinus (Thomson, 1884)
- P. ambiguus Gravenhorst, 1829
- P. americanus (Cushman, 1922)
- P. ankaratrus Seyrig, 1952
- P. antarticus Schrottky, 1902
- P. arcticus (Thomson, 1884)
- P. argyrostomus Schiodte, 1839
- P. armadillidii Horstmann & Buergis, 1991
- P. atricolor Horstmann, 2001
- P. atropos Kriechbaumer, 1892
- P. austriacus (Gravenhorst, 1829)
- P. bavaricus Horstmann, 2001
- P. bellator Fonscolombe, 1851
- P. bidens Thomson, 1884
- P. bidentatus (Uchida, 1930)
- P. borealis (Zetterstedt, 1838)
- P. brachyurus Thomson, 1884
- P. brevitarsis Thomson, 1884
- P. brischkii Woldstedt, 1877
- P. brutus Kokujev, 1909
- P. camargator Aubert, 1982
- P. campoplegoides Ratzeburg, 1848
- P. canadensis (Provancher, 1875)
- P. canaliculatus Thomson, 1889
- P. capitalis Provancher, 1886
- P. cephalicus Provancher, 1882
- P. cephalotes Gravenhorst, 1829
- P. cephalotops Heinrich, 1949
- P. clotho Kriechbaumer, 1892
- P. clypearis Strobl, 1901
- P. coloradensis (Ashmead, 1890)
- P. connectens Schmiedeknecht, 1905
- P. crassicornis Statz, 1936
- P. crassus (Perkins, 1962)
- P. cubiceps Thomson, 1884
- P. curvatus (Forster, 1876)
- P. curviscapus Thomson, 1889
- P. cylindraceus Ruthe, 1859
- P. chilosiae Horstmann, 1975
- P. decisus Kriechbaumer, 1892
- P. detestator (Thunberg, 1822)
- P. devonensis Morley, 1947
- P. dimidiatus Thomson, 1884
- P. dissimilis (Kiss, 1924)
- P. domesticae Horstmann, 1986
- P. dromicus (Gravenhorst, 1815)
- P. dubius

Phygadeuon dubius (Gravenhorst) (Gravenhorst, 1829)
Phygadeuon dubius (Ruthe) Ruthe, 1859
- P. dumetorum Gravenhorst, 1829
- P. elegans (Forster, 1850)
- P. eleganticornis (Schmiedeknecht, 1933)
- P. elongatus (Uchida, 1930)
- P. elliotti Morley, 1947
- P. ensator Fonscolombe, 1851
- P. epochrae Viereck, 1913
- P. erytromelas (Fonscolombe, 1852)
- P. exannulatus (Strobl, 1904)
- P. excavatus Provancher, 1874
- P. exiguus Gravenhorst, 1829
- P. facialis Gravenhorst, 1829
- P. fasciatae Horstmann, 1986
- P. filipendulae Horstmann, 1986
- P. flavimanus Gravenhorst, 1829
- P. forticornis Kriechbaumer, 1892
- P. fraternae Horstmann, 2001
- P. fumator Gravenhorst, 1829
- P. geniculatus Kriechbaumer, 1892
- P. gloriator Schiodte, 1839
- P. gracilentus Horstmann, 1997
- P. gracilis Jaennicke, 1867
- P. habermehli Roman, 1930
- P. hastatus Taschenberg, 1865
- P. hercynicus Gravenhorst, 1829
- P. hispanicus Habermehl, 1919
- P. hudsonicus (Cresson, 1868)
- P. inaris (Hellen, 1967)
- P. incertus Fonscolombe, 1851
- P. infelix Dalla Torre, 1901
- P. interstitialis (Schmiedeknecht, 1897)
- P. kiashii Uchida, 1930
- P. kochiensis Uchida, 1936
- P. kozlowi Kokujev, 1909
- P. lachesis Kriechbaumer, 1892
- P. laevigator Gravenhorst, 1829
- P. laevipleuris Horstmann, 2001
- P. laeviventris Thomson, 1884
- P. lapponicus Thomson, 1884
- P. largitator Schiodte, 1839
- P. lateareolatus Hellen, 1967
- P. laticinctus Ashmead, 1890
- P. laticollis Holmgren, 1883
- P. lechevallieri Provancher, 1882
- P. lehmanni Schmiedeknecht, 1905
- P. leucostigmus Gravenhorst, 1829

- P. liosternus Thomson, 1886
- P. longigena Thomson, 1884
- P. macrocephalus Horstmann, 2001
- P. madecassus Seyrig, 1952
- P. magnicornis (Thomson, 1884)
- P. magnocephalus (Kiss, 1924)
- P. manitouensis (Viereck, 1905)
- P. melanarius Habermehl, 1919
- P. melanocerus Viereck, 1917
- P. melanopygus (Gravenhorst, 1829)
- P. meridionator (Aubert, 1960)
- P. mignaulti Provancher, 1882
- P. minutus Fonscolombe, 1851
- P. monodon Thomson, 1884
- P. montivagus (Ashmead, 1890)
- P. morio Kokujev, 1909
- P. nanus (Gravenhorst, 1829)
- P. nativel Rousse & Villemant, 2012
- P. neoflavicans Horstmann, 1967
- P. niger (Ashmead, 1899)
- P. nigrescens Fonscolombe, 1851
- P. nigrifemur Horstmann, 2001
- P. nitidus Gravenhorst, 1829
- P. norellisomae Horstmann, 1975
- P. nortoni Viereck, 1917
- P. obscuratus Fonscolombe, 1851
- P. oporinus Horstmann & Yu, 1999
- P. optatus Kokujev, 1909
- P. ovaliformis Dalla Torre, 1901
- P. ovalis Provancher, 1875
- P. ovatus Gravenhorst, 1829
- P. oviventris Gravenhorst, 1829
- P. palus Schwarz & Shaw, 2011
- P. pallicarpus Thomson, 1884
- P. paradoxus (Bridgman, 1889)
- P. parallelus Provancher, 1882
- P. pegomyiae Habermehl, 1928
- P. petrifactellus Cockerell, 1920
- P. pisinnus Walkley, 1958
- P. planicollis (Hellen, 1967)
- P. plumipes Ozols, 1959
- P. ponojensis (Hellen, 1967)
- P. praealpinus Horstmann, 2001
- P. proruptor Kokujev, 1909
- P. pugnator Fonscolombe, 1851
- P. pullulator (Zetterstedt, 1838)
- P. pumilus (Cresson, 1864)
- P. punctiger Taschenberg, 1865
- P. punctipleuris Thomson, 1884
- P. punctiventris Thomson, 1884
- P. quadriceps (Ashmead, 1902)
- P. quintilis Viereck, 1917
- P. reinhardii Jaennicke, 1867
- P. rhenanus Habermehl, 1919
- P. ripicola Thomson, 1885
- P. rotundipennis Thomson, 1884
- P. rozsypali Gregor, 1941
- P. ruber (Kiss, 1924)
- P. rubricaudus Morley, 1947
- P. ruficornis (Gravenhorst, 1829)
- P. rufipes Habermehl, 1923
- P. rugulosus Gravenhorst, 1829
- P. sacharovi Meyer, 1930
- P. salinus (Kiss, 1924)
- P. sanctipauli (Ashmead, 1902)
- P. sapporoensis (Ashmead, 1906)
- P. scabrosus (Provancher, 1874)
- P. serotinus Schmiedeknecht, 1905
- P. similis (Uchida, 1930)
- P. slossonae Cushman, 1922
- P. solidus Lundbeck, 1897
- P. stilpninus Thomson, 1888
- P. strigosus Schiodte, 1839
- P. striiventris Hellen, 1967
- P. subfuscus Cresson, 1864
- P. submuticus Thomson, 1884
- P. subspinosus (Gravenhorst, 1829)
- P. subtilis Gravenhorst, 1829
- P. surriensis Morley, 1947
- P. tenellus (Habermehl, 1920)
- P. tenuiscapus Thomson, 1884
- P. tergestinus Schmiedeknecht, 1905
- P. thomsoni Roman, 1925
- P. timidus Cresson, 1872
- P. townsendi (Ashmead, 1890)
- P. trichocubiceps Horstmann, 1967
- P. trichops Thomson, 1884
- P. troglodytes Gravenhorst, 1829
- P. truncatus Provancher, 1886
- P. tunetanus Horstmann & Yu, 1999
- P. tyrolensis Horstmann, 1975
- P. unicinctus (Ashmead, 1902)
- P. unidentatus Horstmann, 2001
- P. ursini Horstmann, 1986
- P. variabilis Gravenhorst, 1829
- P. varicornis (Gravenhorst, 1829)
- P. variolosus (Habermehl, 1909)
- P. vernalis (Brues, 1910)
- P. vexator (Thunberg, 1822)
- P. victoriensis Townes, 1944
- P. volucellae Boie, 1855
- P. wiesmanni Sachtleben, 1934
- P. yonedai Kusigemati, 1986
- P. zapotecus Cresson, 1874
- P. zonatus Rudow, 1886